# بيت مريم العذراء

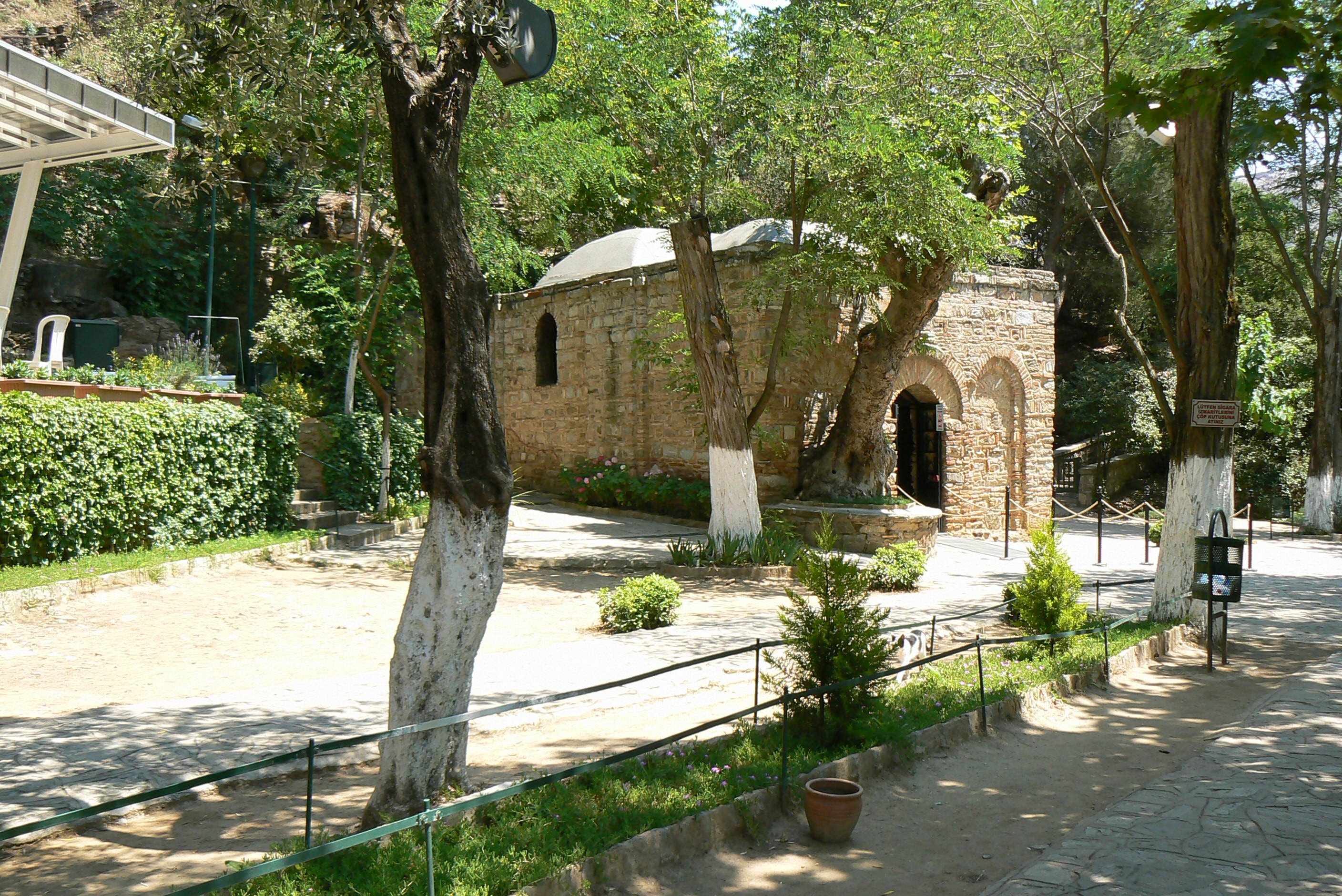
بيت مريم العذراء من الخارج.

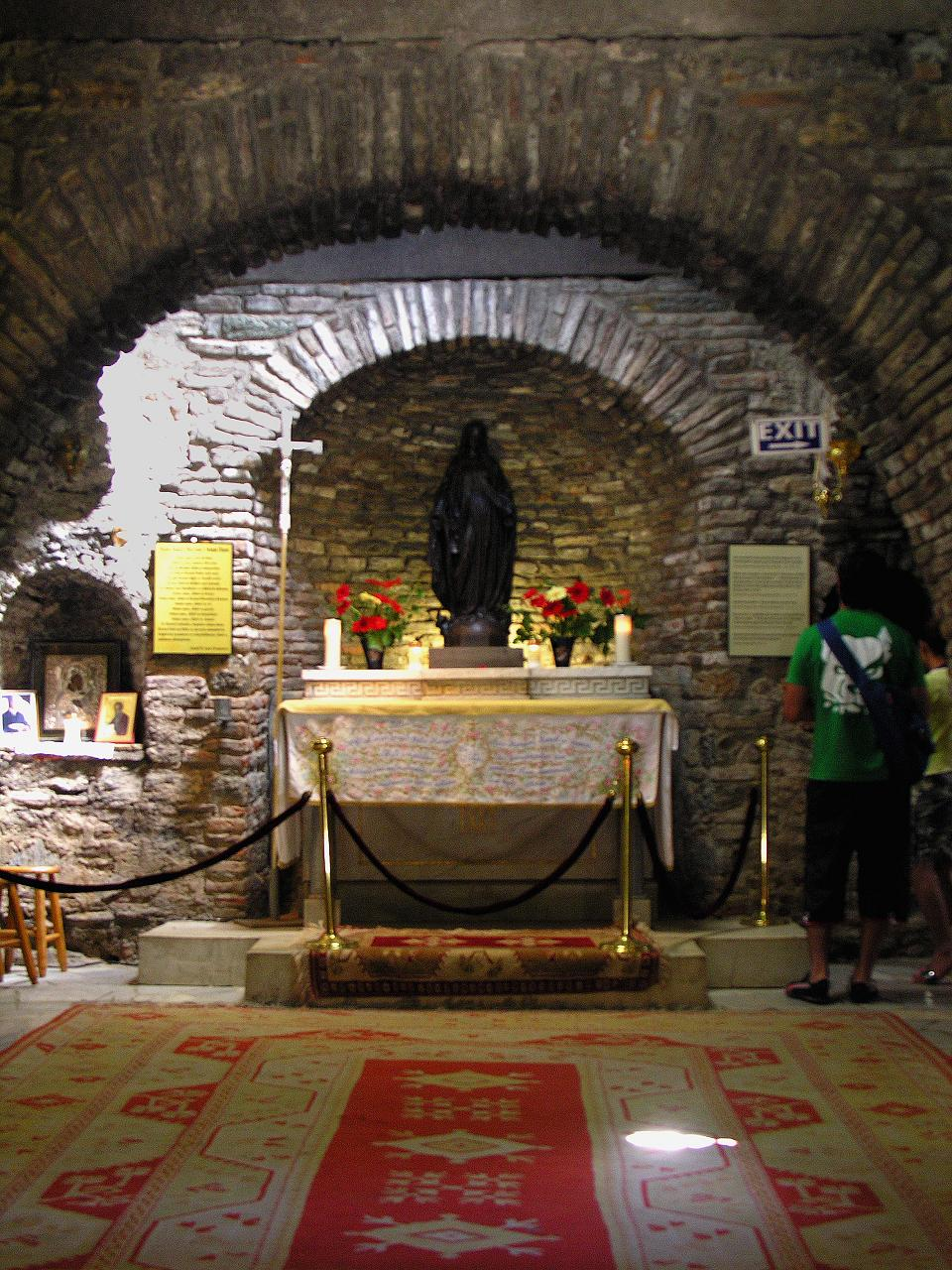
بيت مريم العذراء من الداخل.

بيت مريم العذراء (بالتركيّة: Meryem Ana Evi) هو ضريح كاثوليكي وإسلامي يقع على جبل كوريسوس في محيط مجمع أفسس، 7 كيلومترات (4.3 ميل) من سلجوق في تركيا.
يقع البيت قرب قمة جبل بلبل بالقرب من بلدة سلجوق في محافظة أزمير، وتقع وسط غابات خضراء المورقة، ويعتقد أنها المكان الذي قضت فيه مريم العذراء السنوات الأخيرة من حياتها قبل وفاتها. وأعلن الموقع كمركز حج للمسيحيين في عام 1961، وتجذب الانتباه أيضا لمجموعة متنوعة من التحف القيمة المكتشفة خلال الحفريات التي أجريت في المنطقة.
تم اكتشاف المنزل في القرن التاسع عشر قبل صوفية وراهبة ألمانية، تدعى آن كاترين إمريخ، عن طريق رؤيا رات فيها مريم العذراء ويوحنا الرسول في طريقها من القدس إلى أفسس. ووصفت منزل مريم العذراء في كافة التفاصيل، والتي تم تسجيلها في سريرها من قبل كاتب يدعى برينتانو، ونشرت رؤيتها في كتاب من قبل كليمنس برينتانو بعد وفاتها. لم يكن للكنيسة الكاثوليكية موقفًا واضحًا أبدًا في صالح أو ضد المنزل. تم تطويب آن كاترين من قبل البابا يوحنا بولس الثاني في 3 أكتوبر 2004.
يقوم الحجاج الكاثوليك في زيارة البيت على أساس الاعتقاد بأن مريم أم يسوع، قد اتخذت هذا البيت مسكنًا لها، وعاشت هناك حتى رقاها وفقًا للمعتقدات المسيحية. حصل الضريح على عدة تبريكات رسولية بابوية، من البابا ليون الثالث عشر في عام 1896، وكان آخرها في عام 2006 من قبل البابا بنديكتوس السادس عشر.